# Angela subhyalina
Angela subhyalina är en bönsyrseart som beskrevs av Lucien Chopard 1913. Angela subhyalina ingår i släktet Angela och familjen Mantidae. Inga underarter finns listade i Catalogue of Life.